# 金子尚雄
金子 尚雄（かねこ ひさお、1868年2月18日（慶応4年1月25日） - 1941年（昭和16年）9月4日）は、日本の社会活動家である。

## 経歴・人物
武蔵の埼玉郡に生まれる。1889年（明治22年）にキリスト教に受洗した事により、金子は初め同志社大学の入学を希望していた。しかし親交のあった宮内文作からの勧めにより断念しため、後に宮内からの提案により群馬県前橋市にて上毛孤児院（現在は上毛愛隣社に改称）を設立した。
その後は金子おなじと結婚し、妻の補助を受けながら孤児院の経営や孤児の救済に携わる。後に廃娼運動（キリスト教徒による人権擁護活動）や禁酒運動にも携わった。